# Национален синдикат на пожарникарите и спасителите „Огнеборец“
НСПС „Огнеборец“ е Национален синдикат на пожарникарите и спасителите.
В него членуват работещи в МВР. По данни от лятото на 2014 г. са около 2300 души. Президент – инж. Венцислав Станков.
Присъединяват се към протест на СФСМВР през 2010 г. под надслов „Да върнем МВР на хората!“ с около 100 участници.
Колективен член на КНСБ от края на 2014 г. Член на Европейския алианс на пожарникарите от 2013 г. Пълноправен участник в ССП / съвет за социално партньорство/ в МВР, съгласно изискванията на ЗМВР.